# Ole Beich
Ole Beich, född 1955 i Esbjerg, död 16 oktober 1991 i Köpenhamn, var en dansk basist och gitarrist, som är mest känd för att ha spelat en kort tid i rockgruppen Guns N' Roses år 1985. Före Guns N' Roses spelade han i L.A. Guns. Ole Beich drunknade år 1991 i St Jörgens sjö i centrala Köpenhamn.